# Prokoenenia asiatica
Prokoenenia asiatica är en spindeldjursart som beskrevs av Bruno Condé 1994. Prokoenenia asiatica ingår i släktet Prokoenenia och familjen Prokoeneniidae. Inga underarter finns listade i Catalogue of Life.